# Heinkel He 45
L'Heinkel He 45 era un monomotore biplano da addestramento civile prodotto dall'azienda tedesca Ernst Heinkel Flugzeugwerke dalla fine degli anni trenta.
Sviluppato in parallelo con l'He 46 e progettato per essere convertito facilmente in aereo militare, venne utilizzato, nelle sue prime versioni disarmate, della Deutsche Verkehrsfliegerschule (DVS), organizzazione paramilitare creata clandestinamente per formare i piloti della futura Luftwaffe.

## Storia del progetto
Nei primi anni trenta il Reichsluftfahrtministerium (RLM), neofondato ministero dell'Aria del governo nazista, progettava di costituire velocemente la nuova aeronautica militare, la Luftwaffe, dotandola di un gran numero di velivoli tra cui aerei da addestramento per i nuovi piloti. L'ingegnere tedesco Ernst Heinkel, titolare e progettista dell'omonima azienda, progettò molti dei velivoli atti a soddisfare quelle esigenze tra cui l'He 45, il quale aveva il ruolo, mascherato da addestratore, di bombardiere leggero.
L'He 45 venne progettato nel 1931 in parallelo con l'He 46, entrambi caratterizzati dalla stessa configurazione biplano-sesquiplana a costruzione mista, dotata di struttura metallica in tubi d'acciaio saldati e parti in legno ricoperte in tela.
Oltre alla Heinkel, che ne realizzò 69 esemplari, la produzione venne inoltre assegnata a diverse altre aziende tedesche. La Bayerische Flugzeugwerke AG (FW) ne costruì 156, la Gothaer Waggonfabrik (Gotha) 68 e la Focke-Wulf AG 219, per una produzione totale di 512 velivoli.

## Impiego operativo
Fin dal 1931, l'He 45, nelle sue prime versioni disarmate, venne utilizzato nelle Deutsche Verkehrsfliegerschule (DVS), organizzazione civile dai segreti scopi paramilitari, creata clandestinamente per formare i piloti della futura Luftwaffe nell'allora Repubblica di Weimar. Dall'ascesa al potere, nel 1933, del regime nazista, la riorganizzazione bellica tedesca si fece progressivamente più aggressiva.
Dal 1936 trovò un impiego bellico nella Legione Condor, una unità aerea appartenente alla Germania nazista formata da volontari ed impiegata durante la Guerra civile spagnola in supporto alle forze nazionaliste di Francisco Franco. Inizialmente vennero utilizzati 6 esemplari come aereo da ricognizione ma successivamente vennero integrati da almeno 40 He 45 C che operarono in azioni di bombardamento. Gli esemplari sopravvissuti vennero integrato dalla neonata forza aerea franchista, l'Ejército del Aire.
Dall'inizio del settembre 1939, gli He 45 in forza alla Luftwaffe vennero riassegnati, trasferendoli dai reparti di prima linea alle scuole di volo della Luftwaffe ed impiegati come addestratori. Solo pochi esemplari parteciparono attivamente alle operazioni belliche durante la seconda guerra mondiale, utilizzati dall'autunno del 1942 alla primavera del 1943 nella Störkampfstaffeln come bombardieri notturni in azioni di disturbo sul fronte orientale.

## Versioni
He 45a
primo prototipo motorizzato con un BMW VI 7,3Z.
He 45b
secondo prototipo caratterizzato dall'adozione di un'elica quadripala.
He 45c
terzo prototipo equipaggiato con un mitragliatrice MG 17 calibro 7,92 mm rivolta fronte volo ed un MG 15 calibro 7,92 mm brandeggiabile nell'abitacolo posteriore.
He 45 A
versione di produzione in serie.
He 45 A-1
versione da addestramento.
He 45 A-2
versione da ricognizione.
He 45 B
versione migliorata.
He 45 B-1
versione da ricognizione armata con una MG 15 calibro 7,92 mm.
He 45 B-2
versione bombardiere leggero adattata al trasporto di un carico bellico subalare di 100 kg di bombe.
He 45 C
versione di produzione in serie del prototipo He 45c.
He 45 D
versione aggiornata con minimi dettagli, simile alla He 45C.
He 61
variante da ricognizione del He 45C destinata alla Repubblica di Cina e motorizzata da un BMW VI da 660 CV (492 kW).

## Utilizzatori

### Militari
Cina
- Chung-Hua Min-Kuo K'ung-Chün

 Germania
- Luftwaffe
  - Legione Condor

 Spagna
- Ejército del Aire

### Governativi
Germania
 Germania
- Deutsche Verkehrsfliegerschule (DVS)